# Tonio L. Alarcón
Tonio L. Alarcón (Barcelona, 1976) es periodista, comunicador y crítico de cine.
Licenciado en Periodismo por la Universidad Autónoma de Barcelona. Escribió sus primeras críticas para la revista on-line Joined! y el programa radiofónico Fora d’Hores. Desde 2005 su trabajo aparece regularmente en la revista cinematográfica Dirigido por (de la que formó parte de su consejo de redacción), y hasta su desaparición, Imágenes de Actualidad (en la que se encargó de la coordinación de redacción entre 2011 y 2021). Además, comparte con Roberto Morato la conducción del programa sobre cine y audiovisual A Quemarropa Podcast, escribe crítica de cine para Rubik Audiovisual y participa como colaborador en la revista de manga y anime Otaku Bunka.
Ha participado en numerosos ensayos cinematográficos colectivos, entre ellos publicaciones del Festival de Sitges y de Donostia Kultura (Semana de Cine Fantástico y de Terror de San Sebastián y ciclos Nosferatu). Ha colaborado también escribiendo textos para el Diario del Festival de Sitges y para Sombra - Festival de Cine Fantástico de Murcia.
Había escrito sobre cine, asimismo, en la revista Miradas de Cine (y en las publicaciones de Macnulti Editores, donde coordinó los proyectos externos y la comunicación), así como en el suplemento Cultura/s de La Vanguardia, en las revistas Scifiworld Magazine, SFX, EDGE. Oxígeno y DeCine, y en las páginas web Numerocero, Supernovapop, We Love Cinema y Aleteia. También escribió sobre tebeos en ComicManía.
Ha ejercido como profesor, ponente y conferenciante en las escuelas Observatorio de Cine y La Casa del Cine, ha participado en el Máster en Producción y Comunicación Cultural de la Facultat de Comunicació Blanquerna, y en la asignatura Lenguaje y Géneros de Opinión del Grado de Periodismo de la Universitat Pompeu Fabra. Además, ha colaborado en las ediciones en DVD de Avalon Productions y Versus Entertainment, y ha trabajado en diversos proyectos para Friki Films.
Durante varios años apareció de forma regular como comentarista en el programa radiofónico De AluCine (Canal Extremadura Radio), y también colaboró en la sección Ma(pa)ternidad en el cine del podcast El Tiempo de los Intentos: Crianza transformadora. .
Ha escrito ficción para el fanzine El Tren de la Bruja.

## Obras colectivas
- Sitges 1968-2007. Viaje alucinante, Notorius, 2007.
- El demonio en el cine. Máscara y espectáculo, Valdemar, 2007.
- American Gothic. El cine de terror USA 1968-1980, Donostia Kultura, 2007.
- El cine de ciencia-ficción. Explorando mundos, Valdemar, 2008.
- Cine de animación japonés, Donostia Kultura, 2008.
- Nosferatu. El thriller USA de los 70, Donostia Kultura, 2009.
- Pesadillas en la oscuridad. El cine de terror gótico, Valdemar, 2010.
- Cien miradas de cine, Miradas de Cine, 2011.
- Apocalipsis ya. El cine del fin del mundo, Sendemà, 2011.
- Cine XXI: Directores y direcciones, Cátedra, 2013.
- John Carpenter. Ultimátum a la Tierra, Macnulti, 2013/2020.
- Ojos sin rostro Vol. 1: Semblanza de trece cineastas europeos, Ártica, 2014.
- Adam Sandler: La infancia infinita, Macnulti, 2015.
- Guillermo del Toro: Las fábulas mecánicas, Calamar, 2016.
- Richard Matheson: El maestro de la paranoia, Gigamesh, 2016.
- Japón Fantástico, Siglo XXI, Donostia Kultura, 2016.
- Lovecraft: La alargada sombra del tentáculo, Ediciones Rosetta, 2017.
- Distopía y cine: Futuro(s) imperfecto(s), Donostia Kultura, 2017.
- Ojos sin rostro Vol. 2: Once maletas para el cine europeo, Ártica, 2017.
- El legado de Akira Kurosawa, Applehead, 2018.
- La mirada surrealista, Hermenaute, 2019.
- Antología Miradasdecine 2002-2019, Macnulti, 2019.
- La edad de oro del policíaco español (1950-1963), Calamar, 2020.
- Un viaje por el cine fantástico y de terror. Vol. 1. Del príncipe de las tinieblas a la odisea del comandante Bowman, Applehead, 2023.
- El polar francés 1933-1982, Donostia Kultura, 2023.
- Terciopelo azul, Amarcord Ediciones, 2024.
- Pulp Fiction, Amarcord Ediciones, 2025.
- Un viaje por el cine fantástico y de terror. Vol. 2. Del hombre de la cara de cuero al mundo como un lugar extraño, Applehead, 2025.

## Obras en solitario
- Superhéroes. Del cómic al cine, Calamar, 2011.
- Al caer la noche: Terror catódico americano 1970-1981, Applehead, 2017.
- Al nacer el día: Terror catódico americano 1980-1997, Applehead. (En preparación)

## Prólogos
- The Twilight Zone. Vol. 1: En la Dimensión Desconocida, Applehead, 2020.

## Guiones
- Cortometraje Hagas lo que hagas (Silencio Rodamos, 2004)
- Serie Catalunya des de la cuina (Friki Films, 2010)

## Galardones
- Premio Miradas, Festival de Cine Inédito de Mérida 2016
- 2º Premio de Relato Fantástico del Concurs Literari de Nou Barris 2021
- Ganador en Categoría Castellano del Concurso de Microrrelatos de Terror de TerrorMolins 2024

## Jurado
- Escorto - Festival de Cortometrajes de El Escorial 2007
- DiBA - Digital Barcelona Film Festival 2009
- Festival Internacional de Cine de Huesca 2011
- B-Retina - Festival de Cinema Sèrie B de Cornellà 2016
- Semana de Cine Fantástico y de Terror de San Sebastián 2016
- FKM - Festival de Cinema Fantástico da Coruña 2017
- Fancine - Festival de Cinema Fantástico de la Universidad de Málaga 2017
- Cortopilar - Festival Internacional de Cortometrajes de Pilar de la Horadada 2017
- TerrorMolins - Festival de Cine de Terror de Molins de Rei 2018
- BCN Film Festival - Festival Internacional de Cinema de Barcelona - Sant Jordi 2020
- Festival de Cine de Terror La Mar Bella 2021
- Festival Internacional El Ojo Cojo 2022
- TerrorMolins - Festival de Cine de Terror de Molins de Rei 2023
- Festival Internacional de Cinema de Tàrrega i Ponent - Galacticat 2024